# Lưu Thanh Tùng
Lưu Thanh Tùng (tiếng Trung giản thể: 刘青松, bính âm Hán ngữ: Liú Qīng Sōng, sinh tháng 11 năm 1963, người Hán) là tướng lĩnh Quân Giải phóng Nhân dân Trung Quốc. Ông là Đô đốc Hải quân Quân Giải phóng Nhân dân Trung Quốc, Ủy viên Ủy ban Trung ương Đảng Cộng sản Trung Quốc khóa XX, hiện là Chính ủy Chiến khu Đông Bộ. Ông từng giữ các chức vụ quân đội như Chính ủy Chiến khu Bắc Bộ; Phó Chính ủy Chiến khu, Chính ủy Hải quân Chiến khu Đông Bộ; Phó Chủ nhiệm Bộ Công tác chính trị của Không quân Quân Giải phóng Nhân dân Trung Quốc.
Lưu Thanh Tùng là đảng viên Đảng Cộng sản Trung Quốc, có sự nghiệp xuất phát điểm từ lực lượng Không quân, nhiều năm công tác chính trị ở lực lượng này trước khi chuyển sang Hải quân Quân Giải phóng Nhân dân Trung Quốc rồi lãnh đạo các chiến khu.

## Xuất thân và giáo dục
Lưu Thanh Tùng sinh tháng 11 năm 1963 tại huyện Chương Khâu, nay là quận Chương Khâu, thủ phủ Tế Nam, tỉnh Sơn Đông, Cộng hòa Nhân dân Trung Hoa. Ông lớn lên và tốt nghiệp phổ thông ở Chương Khâu.

## Sự nghiệp

### Các giai đoạn
Lưu Thanh Tùng nhập ngũ Quân Giải phóng Nhân dân Trung Quốc ở lực lượng Không quân. Ông công tác ở bộ phận chính trị, lần lượt là Chủ nhiệm Bộ Chính trị Sư đoàn Hàng không Không quân, Phó Chính ủy rồi Chính ủy Sư đoàn. Những năm 2000, ông được điều chuyển về đơn vị Không quân Quân khu Quảng Châu, nhậm chức Phó Chủ nhiệm Bộ Chính trị, rồi sau đó là Chính ủy Sở Chỉ huy trung tâm Không quân của Quân khu Vũ Hán. Ông được phong quân hàm Thiếu tướng Không quân vào tháng 7 năm 2014. Tháng 1 năm 2016, ông được điều tới Chiến khu Bắc Bộ ngay khi cơ quan này được thành lập, nhậm chức Chủ nhiệm Bộ Công tác chính trị Chiến khu. Sau đó, tháng 1 năm 2017, ông được điều về trung ương, là Phó Chủ nhiệm Bộ Công tác chính trị của Không quân Quân Giải phóng Nhân dân Trung Quốc.

### Chiến khu
Tháng 7 năm 2018, Lưu Thanh Tùng được điều chuyển tới Chiến khu Đông Bộ, nhậm chức Phó Chính ủy Chiến khu kiêm Chính ủy Hải quân Chiến khu Đông Bộ, được phong quân hàm Trung tướng vào tháng 6 năm 2019. Cũng tại thời kỳ này, ông được điều chuyển sang công tác ở lĩnh vực Hải quân, quân hàm Trung tướng Hải quân. Vào tháng 1 năm 2022, Quân ủy Trung ương quyết định bổ nhiệm ông làm Chính ủy Chiến khu Bắc Bộ, phối hợp cùng Tư lệnh Lý Kiều Minh, đồng thời được nhà lãnh đạo Tập Cận Bình phong quân hàm Thượng tướng Hải quân, tương đương với Đô đốc Hải quân Quân Giải phóng Nhân dân Trung Quốc. Giai đoạn đầu năm 2022, ông được bầu làm đại biểu tham gia Đại hội Đảng Cộng sản Trung Quốc lần thứ XX từ đoàn Quân Giải phóng và Vũ cảnh. Trong quá trình bầu cử tại đại hội, ông được bầu làm Ủy viên Ủy ban Trung ương Đảng Cộng sản Trung Quốc khóa XX. Tháng 6 năm 2023, ông được điều chuyển làm Chính ủy Chiến khu Đông Bộ Quân Giải phóng Nhân dân Trung Quốc, thay Thượng tướng Hà Bình nghỉ hưu.

## Lịch sử thụ phong quân hàm
| Quân hàm |             |             | Thượng tướng |  |  |  |  |  |  |  |  |
| Cấp bậc  | Thiếu tướng | Trung tướng | Thượng tướng |  |  |  |  |  |  |  |  |
|          |             |             |              |  |  |  |  |  |  |  |  |